# نایف (دبی)
نایف (به عربی: نایف) یک شهر در امارات متحده عربی است که در شیخ‌نشین دبی واقع شده‌است.